# Afflicted
Afflicted (рус. «поражённый болезнью») — дэт-метал-группа, основанная в 1988 году в Швеции. Музыка группа двигалась в направлении дэт-метала (характерно для ранних демозаписей группы и альбома Prodigal Sun) и спид-метала и спид-метала (альбом Dawn of Glory).

## История
Группа Afflicted был основана в 1988 году. После некоторых перемен в составе и записи многочисленных демо-лент постоянными участниками группы стали: Иоаким Карлссон — гитара, Джеспер Торссон — гитара, Филип вон Сегебаден — бас-гитара, Ясин Хиллборг — ударные и Иоаким Бромс — вокал. В 1992 году был записан дебютный альбом Prodigal Sun на лейбле Nuclear Blast, выдержанный в стилистике дэт-метала с элементами прогрессивного метала. После выпуска альбома меняется вокалист — приходит Микаэль ван дер Грааф. Следующий полноформатный альбом Dawn of Glory на лейбле Massacre Records был стилистически выдержан уже в направлении спид-метала с элементами прогрессивного метала. После выпуска альбома группа распалась.
Двое участников группы — Микаэль ван дер Грааф и Филип вон Сегебаден — после распада группы сформировали Defender и двигались в направлении пауэр-метала. В частности в 1999 году группой был выпущен альбом They Came Over the Gigh Pass.

## Состав

### Последний состав
- Микаэль ван дер Грааф (Michael Van Der Graaf) — вокал
- Иоаким Карлссон (Joacim Carlsson) — гитара
- Джеспер Торссон (Jesper Thorsson) — гитара
- Филип вон Сегебаден (Philip Von Segebaden) — бас
- Ясин Хиллборг (Yasin Hillborg) — ударные

### Бывшие участники
- Иоаким Бромс (Joakim Broms) — вокал
- Fredrik Ling — бас-гитара

## Дискография
- 1990 — Promo Rehearsal (репетиционное демо-промо)
- 1990 — Promo Tape 1990 (промодемо)
- 1990 — Ingrained (сингл)
- 1990 — The Odious Reflection (демо)
- 1991 — Wanderland (демо)
- 1992 — Nuclear Blast Sample (сплит с Hypocrisy, Ressurection и Sinister)
- 1992 — Rising to the Sun (сингл)
- 1992 — Astray (сингл)
- 1992 — Prodigal Sun
- 1993 — Demo 1993 (демо)
- 1995 — Dawn of Glory
- 2005 — Relapse Singles Series Vol. 5 (сплит с Candiru, Mortician и Mythic)